# Comuna Iazloveț, Buceaci
Iazloveț (în ucraineană Язловець) este o comună în raionul Buceaci, regiunea Ternopil, Ucraina, formată din satele Brovari, Iazloveț (reședința), Novosilka și Pojeja.

## Demografie
Componența lingvistică a comunei Iazloveț
     Ucraineană (99,37%)
     Alte limbi (0,57%)
Conform recensământului din 2001, majoritatea populației comunei Iazloveț era vorbitoare de ucraineană (99,37%), existând în minoritate și vorbitori de alte limbi.